# Municipio de Aksakovo
El municipio de Aksakovo (en búlgaro: Община Аксаково) es un municipio búlgaro perteneciente a la provincia de Varna.
En 2011 tiene 20 426 habitantes, el 69,93% búlgaros, el 11,3% gitanos y el 1,54% turcos. La tercera parte de la población vive en la capital municipal Aksakovo.
Se ubica en la esquina nororiental de la provincia, al norte de Varna. Por la capital municipal pasa la carretera 29 que une Varna con Dobrich.

## Localidades
Comprende 23 localidades: 
| Localidad             | Cirílico             | Población (diciembre de 2009) |
| --------------------- | -------------------- | ----------------------------- |
| Aksakovo              | Аксаково             | 7897                          |
| Botevo                | Ботево               | 251                           |
| Dobrogled             | Доброглед            | 237                           |
| Dolishte              | Долище               | 407                           |
| General Kantardzhievo | Генерал Кантарджиево | 435                           |
| Ignatievo             | Игнатиево            | 4253                          |
| Izvorsko              | Изворско             | 869                           |
| Kichevo               | Кичево               | 1103                          |
| Klimentovo            | Климентово           | 287                           |
| Krumovo               | Крумово              | 185                           |
| Kumanovo              | Куманово             | 439                           |
| Lyuben Karavelovo     | Любен Каравелово     | 1640                          |
| Novakovo              | Новаково             | 175                           |
| Oreshak               | Орешак               | 300                           |
| Osenovo               | Осеново              | 401                           |
| Pripek                | Припек               | 116                           |
| Radevo                | Радево               | 66                            |
| Slanchevo             | Слънчево             | 865                           |
| Voditsa               | Водица               | 299                           |
| Vaglen                | Въглен               | 1130                          |
| Yarebichna            | Яребична             | 209                           |
| Zasmyano              | Засмяно              | 189                           |
| Zornitsa              | Зорница              | 166                           |
| Total                 |                      | 21 919                        |